# ثلاثية مونشهاوزن
في نظرية المعرفة، ثلاثية مونشهاوزن هي تجربة فكرية تهدف إلى إثبات الاستحالة النظرية لإثبات أي حقيقة، حتى في مجالات المنطق والرياضيات، دون اللجوء إلى المسلمات المقبولة. إذا تم سؤالك عن كيفية معرفة صحة أي افتراض معين، فقد يتم تقديم دليل يدعم هذا الاقتراح. ومع ذلك، يمكن طرح نفس السؤال على هذا الدليل الداعم، وأي دليل داعم لاحق. تتمثل ثلاثية مونشهاوزن في أن هناك ثلاث طرق فقط لإكمال البرهان:
- الحجة الدائرية، حيث يفترض إثبات بعض الافتراضات صحة تلك الافتراضات نفسها
- الحجة التراجعية، حيث يتطلب كل برهان برهانًا إضافيًا إلى ما لا نهاية
- الحجة العقائدية، التي تعتمد على المبادئ المقبولة التي يتم التأكيد عليها فقط بدلاً من الدفاع عنها

المعضلة الثلاثية إذن هي القرار بين الخيارات الثلاثة غير المرضية على حد سواء. كان اقتراح كارل بوبر هو قبول المعضلة الثلاثية باعتبارها غير قابلة للحل والعمل بالمعرفة عن طريق التخمين والنقد.